# Bom Jesus do Sul
Bom Jesus do Sul là một đô thị thuộc bang Paraná, Brasil. Đô thị này có diện tích 173,972 km², dân số năm 2007 là 3907 người, mật độ 22 người/km².